# John Speidell
John Speidell (fl.  1600-1634) est un mathématicien anglais. Il est connu pour ses travaux sur le calcul de logarithmes.

## Travaux
Speidell a enseigné les mathématiques à Londres, et a été l'un des premiers disciples de l’œuvre de John Napier sur les logarithmes népériens. En 1619 Speidell a publié une table des Nouveaux Logarithmes, dans laquelle il a calculé les logarithmes des sinus, tangentes et sécantes,